# Akito Fukuta
Akito Fukuta (jap. 福田 晃斗 Fukuta Akito; ur. 1 maja 1992) – japoński piłkarz występujący na pozycji pomocnika. Obecnie występuje w Sagan Tosu.

## Kariera klubowa
Od 2013 roku występował w klubie Sagan Tosu.